# Пенн, Шон
Шон Джастин Пенн (англ. Sean Justin Penn; род. 17 августа 1960) — американский актёр, кинорежиссёр, сценарист и продюсер. Лауреат премий «Оскар» за главные роли в фильмах «Таинственная река» и «Харви Милк». Один из самых титулованных актёров современности, призёр трёх крупнейших кинофестивалей мира — Каннского, Венецианского (дважды) и Берлинского.

## Биография

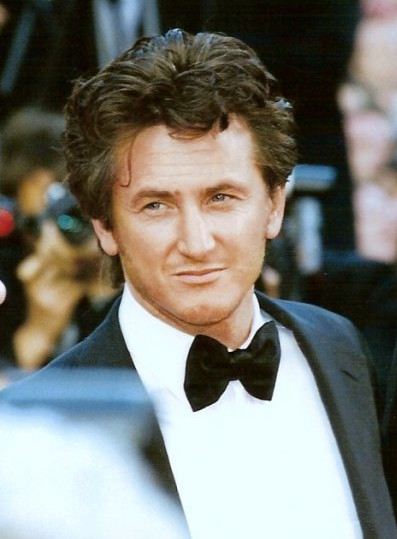
Шон Пенн на Каннском кинофестивале, 1997 год

Шон Пенн родился 17 августа 1960 года в городе Санта-Моника (штат Калифорния) в семье режиссёра Лео Пенна и актрисы Айлин Райан. Родители его отца, евреи из Литвы и России, эмигрировали в США в 1898 и 1914 годах. Мать Шона Айлин Райан, урождённая Ануччи (1927—2022), — католичка итало-ирландского происхождения. Семья была нерелигиозная, что, видимо, привело Шона в ряды агностиков. В школе он учился с Эмилио Эстевесом, Чарли Шином и Робом Лоу, которые впоследствии, как и его младший брат Крис (1965—2006), тоже стали актёрами. Старший брат — музыкант, певец и композитор Майкл Пенн (род. 1958).
В 19 лет Пенн переехал в Нью-Йорк, начав свою кинокарьеру со съёмок в телесериалах. В кино снялся впервые в 1981 году в картине «Отбой» («Кадеты») (Taps), где вместе с ним играли Том Круз и Тимоти Хаттон. Получил известность после исполнения роли в комедии «Весёлые времена в школе Риджмонт» (Fast Times at Ridgemont High, 1982). Ещё большую популярность он приобрёл, сыграв роли в фильмах «Плохие мальчишки» (Bad Boys, 1983) и «Агенты Сокол и Снеговик» (The Falcon and the Snowman, 1985), в последнем вновь сыграл вместе с Т. Хаттоном.
В 1985 году внимание СМИ привлекла его женитьба на поп-певице Мадонне. С ней он сыграл в «Шанхайском сюрпризе», который считается одним из его самых неудачных фильмов. В 1989 году их брак распался.
В 1991 году Пенн дебютировал как режиссёр, поставив по собственному сценарию фильм «Бегущий индеец». В 1995 году он сыграл в драме Тима Роббинса «Мертвец идёт» со Сьюзан Сарандон, за роль в которой получил номинацию на «Оскар» и «Серебряный медведь» 46-го Берлинского кинофестиваля. Другим фильмом, где он выступил как режиссёр, стал «Постовой на перекрёстке» с Джеком Николсоном в главной роли.
В 1996 году Пенн женился на актрисе Робин Райт, с которой познакомился во время съёмок фильма «Состояние исступления» (1990). В 1997 году он сыграл главные роли в фильмах «Поворот» Оливера Стоуна и «Игра» Дэвида Финчера.
В 1997 году Пенн получил премию как лучший актёр на Каннском кинофестивале за роль в фильме Ника Кассаветиса «Она прекрасна». С ним играли его жена Робин Райт и Джон Траволта. В 1999 году Пенн получил вторую номинацию на «Оскар» за роль в фильме Вуди Аллена «Сладкий и гадкий».
В 2003 году получил приз Венецианского кинофестиваля Кубок Вольпи за лучшую мужскую роль за роль в фильме «21 грамм».
В мае 2010 года был осуждён на 3 года условно за избиение журналиста (инцидент произошёл в октябре 2009 года).

## Личная жизнь

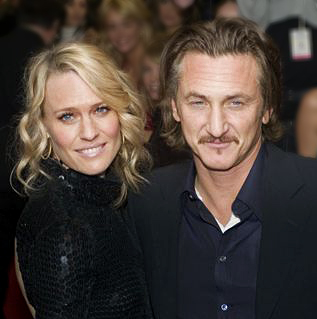
С экс-супругой Робин Райт

В 1985 году сочетался браком с певицей Мадонной. Брак распался в 1989 году.
В 1989 году начал встречаться с Робин Райт. В 1991 году у них родилась дочь Дилан Фрэнсис, а в 1993 - сын Хоппер Джек. Пара поженилась в 1996 году. В нулевых они несколько раз сходились и расходились, пока Райт окончательно не подала на развод в 2009 году. Бракоразводный процесс был завершён 22 июля 2010 года.
С начала 2014 по июнь 2015 года Шон Пенн встречался с актрисой Шарлиз Терон. Также у актёра были отношения с Сьюзан Сарандон.
Пенн начал отношения с австралийской актрисой Лейле Джордж в 2016 году. Они поженились 30 июля 2020 года, накануне 60-летия Шона. Лейла подала на развод 15 октября 2021 года. Их развод был окончательно оформлен 22 апреля 2022 года.
Шон Пенн также является вегетарианцем.

## Общественная деятельность
18 октября 2002 года Пенн заплатил 56 000 долларов за публикацию открытого письма Джорджу Бушу в газете The Washington Post. В письме, опубликованном на правах рекламы, Пенн подверг критике американскую политику в отношении Ирака. В декабре 2002 года Пенн посетил Ирак. В ходе трёхдневного визита он посетил госпиталь Багдада, где находились дети — жертвы американских санкций[уточнить] против Ирака, встретился с вице-премьером Тариком Азизом и министром здравоохранения.
В июне 2005 года Пенн посетил Иран в качестве корреспондента газеты San Francisco Chronicle, где встретился с иранскими деятелями культуры в Музее кинематографии Тегерана. Пенн подготовил репортаж о ходе президентских выборов и иранской ядерной программе, посетил мечеть и Тегеранский университет, встретился с сыном бывшего президента Ирана Рафсанджани.

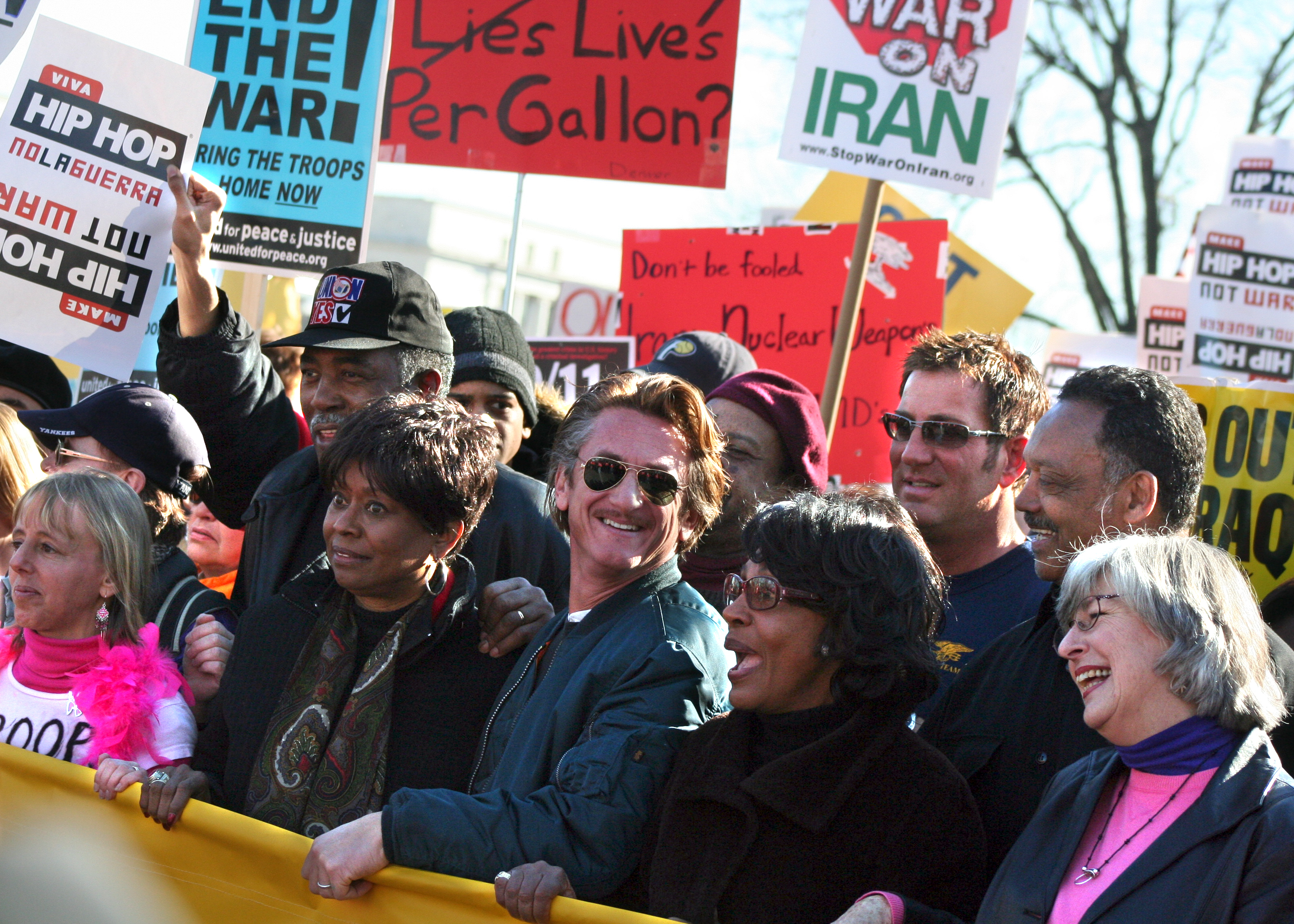
Пенн на антивоенном митинге в Вашингтоне, 27 января 2007 года

В сентябре 2005 года Пенн лично участвовал в оказании помощи жертвам урагана «Катрина» в Новом Орлеане.
Будучи критиком администрации президента Буша-младшего, он интересовался разделявшими его мнение латиноамериканскими движениями и лидерами. В октябре 2008 года Пенн посетил Кубу и взял интервью у Рауля Кастро. Он также высоко ценил президента Венесуэлы Уго Чавеса.
В период с сентября по октябрь 2011 года Шон Пенн совершил тур по странам «арабской весны». В частности, он посетил Египет и Ливию, где заявил, что восхищается смелостью восставших.
Скажу по секрету: Шон Пенн может вести себя как настоящий ублюдок, если ему не нравится, как вы работаете.
2 октября 2015 года Шон Пенн для записи интервью провёл встречу с мексиканским наркобароном, одним из самых разыскиваемых преступников мира, находившимся в то время в бегах, главой картеля «Синалоа» Хоакином Гусманом Лоэра, известным по прозвищу Эль Чапо. Интервью было опубликовано в журнале Rolling Stone в январе 2016 года, уже после задержания наркобарона. Актёр заявил, что цель этой встречи заключалась в том, чтобы внести вклад в обсуждение политики борьбы с наркотиками. За встречу с Эль Чапо Шон Пенн подвергся критике со стороны экс-главы аппарата белого дома Дениса Макдоноу и сенатора-республиканца Марко Рубио. Отвечая на критику, актёр заявил, что он взял интервью, о котором «мечтают все журналисты мира» и ему просто-напросто завидуют. Он также подчеркнул, что власти Мексики чувствовали себя униженными из-за того, что кто-то нашёл Эль Чапо раньше них. Информационное агентство АР со ссылкой на свои источники заявило, что встреча Пенна с Гусманом вывела мексиканские власти на след наркобарона и способствовала его поимке. Актёр заявил, что информация о том, что его интервью помогло схватить Эль Чапо, не соответствует действительности. Он аргументировал это тем, что встреча произошла за несколько месяцев до поимки наркобарона и не в том месте, где его схватили. В итоге Пенн заявил, что ему не удалось достичь своей цели, он назвал свою статью «провалом» и сообщил, что сожалеет о встрече с мексиканским наркобароном.

### Вторжение России на Украину
24 февраля 2022 года приехал в Киев, чтобы зафиксировать вторжение России на Украину и донести миру информацию о происходящем. Увидев развёртывание военных действий своими глазами, уже 6 марта в интервью CNN Пенн отметил, что был поражён и тронут украинским народом и его лидером — президентом Владимиром Зеленским.
23 марта 2022 года он провёл встречу с мэром Кракова Яцеком Майхровским. В Кракове Шон Пенн и его благотворительная организация CORE откроют центр помощи украинским беженцам.
2 июля 2022 года посетил город Днепр, чтобы узнать, как живёт город четыре месяца после начала российско-украинской войны для создания документального фильма.
5 сентября 2022 года российские власти внесли Пенна и Бена Стиллера в «чёрный список», запретив въезд в Россию.
8 ноября 2022 года в ходе встречи в Киеве с Владимиром Зеленским Шон Пенн передал один из двух своих «Оскаров» президенту Украины Владимиру Зеленскому со словами: «Когда победите, привезете его назад в Малибу. Потому что я буду чувствовать себя гораздо лучше, зная, что здесь есть частичка меня». В свою очередь Зеленский наградил Пенна орденом «За заслуги» III степени за его поддержку украинского народа.
17 февраля 2023 года на берлинском кинофестивале состоялась премьера документального фильма «Суперсила» — фильма Шона Пенна о войне на Украине.

## Фильмография

### Актёр
| Год  |    | Русское название                               | Оригинальное название              | Роль                        |
| ---- | -- | ---------------------------------------------- | ---------------------------------- | --------------------------- |
| 1981 | ф  | Отбой                                          | Taps                               | кадет Алекс Дуайер          |
| 1982 | ф  | Весёлые времена в школе Риджмонт               | Fast Times at Ridgemont High       | сёрфер Спикколи             |
| 1983 | ф  | Плохие парни                                   | Bad Boys                           | Мик О’Брайен                |
| 1984 | ф  | Наперегонки с луной                            | Racing With The Moon               | Генри «Хоппер» Нэш          |
| 1984 | ф  | Взломщики                                      | Crackers                           | Диллорд                     |
| 1985 | ф  | Агенты Сокол и Снеговик                        | The Falcon and the Snowman         | Долтон Ли                   |
| 1986 | ф  | В упор                                         | At Close Range                     | Брэд младший                |
| 1986 | ф  | Шанхайский сюрприз                             | Shanghai Surprise                  | Глендон Уэйзи               |
| 1988 | ф  | Цвета                                          | Colors                             | офицер Дэнни МакГэвин       |
| 1989 | ф  | Мы не ангелы                                   | We’re no angels                    | Джим                        |
| 1989 | ф  | Военные потери                                 | Casualties of War                  | сержант Тони Мизерв         |
| 1990 | ф  | Состояние исступления                          | State Of Grace                     | Терри Нунан                 |
| 1993 | ф  | Путь Карлито                                   | Carlito’s Way                      | Дэйв Клейнфилд              |
| 1995 | ф  | Мертвец идёт                                   | Dead Man Walking                   | Мэтью Понселет              |
| 1997 | ф  | Игра                                           | The Game                           | Конрад Ван Ортон            |
| 1997 | ф  | Поворот                                        | U Turn                             | Бобби Купер                 |
| 1997 | ф  | Она прекрасна                                  | She’s So Lovely                    | Эдди Куинн                  |
| 1997 | ф  | Компания Хьюго                                 | Hugo Pool                          | странный попутчик           |
| 1998 | ф  | Тонкая красная линия                           | The Thin Red Line                  | старший сержант Эдвард Уэлш |
| 1998 | ф  | Переполох                                      | Hurlyburly                         | Эдди                        |
| 1999 | ф  | Сладкий и гадкий                               | Sweet And Lowdown                  | Эммет Рэй                   |
| 2000 | ф  | Вес воды                                       | Weight of Water                    | Томас Джейнс                |
| 2000 | ф  | Пока не наступит ночь                          | Before Night Falls                 | Куко Санчес                 |
| 2000 | ф  | На вилле                                       | Up at the villa                    | Роули Флинт                 |
| 2001 | ф  | Я — Сэм                                        | I Am Sam                           | Сэм Доусон                  |
| 2001 | с  | Друзья                                         | Friends                            | Эрик                        |
| 2003 | ф  | Всё о любви                                    | It’s All About Love                | Марчелло                    |
| 2003 | ф  | 21 грамм                                       | 21 Grams                           | Пол Риверс                  |
| 2003 | ф  | Таинственная река                              | Mystic River                       | Джимми Маркум               |
| 2004 | ф  | Убить президента. Покушение на Ричарда Никсона | The Assassination Of Richard Nixon | Сэм Бик                     |
| 2004 | с  | Два с половиной человека                       | Two and a Half Men                 | играет себя                 |
| 2005 | ф  | Переводчица                                    | The Interpreter                    | Тобин Келлер                |
| 2006 | ф  | Вся королевская рать                           | All the King’s Men                 | Вилли Старк                 |
| 2008 | ф  | Однажды в Голливуде                            | What Just Happened                 | играет себя                 |
| 2008 | ф  | Харви Милк                                     | Milk                               | Харви Милк                  |
| 2010 | ф  | Игра без правил                                | Fair Game                          | Джозеф Уилсон               |
| 2011 | ф  | Древо жизни                                    | The Tree of Life                   | Джек                        |
| 2011 | ф  | Где бы ты ни был                               | This must be the place             | Шайенн                      |
| 2013 | ф  | Охотники на гангстеров                         | The Gangster Squad                 | Микки Коэн                  |
| 2013 | ф  | Невероятная жизнь Уолтера Митти                | The Secret Life of Walter Mitty    | Шон О’Коннел                |
| 2015 | ф  | Ганмен                                         | The Gunman                         | Джим Терье                  |
| 2016 | мф | Angry Birds в кино                             | The Angry Birds Movie              | Теренс                      |
| 2018 | с  | Первые                                         | The First                          | Том Хагерти                 |
| 2019 | ф  | Игры разумов                                   | The Professor and the Madman       | Уильям Честер Майнор        |
| 2020 | с  | Умерь свой энтузиазм                           | Curb Your Enthusiasm               | играет себя                 |
| 2021 | ф  | Фальшивомонетчик                               | Flag Day                           | Джон Фогель                 |
| 2021 | ф  | Лакричная пицца                                | Licorice Pizza                     | Джек Холден                 |
| 2022 | с  | Газлит                                         | Gaslit                             | Джон Митчелл                |
| 2023 | ф  | Чёрные мухи                                    | Black Flies                        | Джин Рутковски              |
| 2023 | ф  | Папуля                                         | Daddio                             | Кларк                       |

### Режиссёр, сценарист, продюсер
| Год  |   | Название                                     | Примечание                    |
| ---- | - | -------------------------------------------- | ----------------------------- |
| 1991 | ф | Бегущий индеец / The Indian Runner           | режиссёр, сценарист           |
| 1995 | ф | Постовой на перекрёстке / The Crossing Guard | режиссёр, продюсер, сценарист |
| 2001 | ф | Обещание / The Pledge                        | режиссёр                      |
| 2002 | ф | 11 сентября / 11’9''01 September 11          | режиссёр, сценарист           |
| 2007 | ф | В диких условиях / Into the Wild             | режиссёр, продюсер, сценарист |
| 2016 | ф | Последнее лицо / The Last Face               | режиссёр                      |
| 2021 | ф | Фальшивомонетчик / Flag Day                  | режиссёр                      |
| 2023 | ф | Суперсила / Superpower                       | режиссёр                      |

## Награды и номинации
- Орден «За заслуги» III степени (23 августа 2022 года, Украина) — за значительные личные заслуги в укреплении межгосударственного сотрудничества, поддержку государственного суверенитета и территориальной целостности Украины, весомый вклад в популяризацию Украинского государства в мире[36].

| Награда                        | Год  | Категория                                            | Фильм/Телесериал  | Результат |
| ------------------------------ | ---- | ---------------------------------------------------- | ----------------- | --------- |
| Оскар                          | 1996 | Лучшая мужская роль                                  | Мертвец идёт      | Номинация |
| Оскар                          | 2000 | Лучшая мужская роль                                  | Сладкий и гадкий  | Номинация |
| Оскар                          | 2002 | Лучшая мужская роль                                  | Я — Сэм           | Номинация |
| Оскар                          | 2004 | Лучшая мужская роль                                  | Таинственная река | Победа    |
| Оскар                          | 2009 | Лучшая мужская роль                                  | Харви Милк        | Победа    |
| BAFTA                          | 2004 | Лучшая мужская роль                                  | 21 грамм          | Номинация |
| BAFTA                          | 2004 | Лучшая мужская роль                                  | Таинственная река | Номинация |
| BAFTA                          | 2009 | Лучшая мужская роль                                  | Харви Милк        | Номинация |
| Золотой глобус                 | 1994 | Лучшая мужская роль второго плана                    | Путь Карлито      | Номинация |
| Золотой глобус                 | 1996 | Лучшая мужская роль в драме                          | Мертвец идёт      | Номинация |
| Золотой глобус                 | 2000 | Лучшая мужская роль — комедия или мюзикл             | Сладкий и гадкий  | Номинация |
| Золотой глобус                 | 2004 | Лучшая мужская роль в драме                          | Таинственная река | Победа    |
| Золотой глобус                 | 2009 | Лучшая мужская роль в драме                          | Харви Милк        | Номинация |
| Берлинский кинофестиваль       | 1996 | Премия «Серебряный медведь» за лучшую мужскую роль   | Мертвец идёт      | Победа    |
| Сезар                          | 2015 | Премия «Сезар» за выдающиеся заслуги в кинематографе |                   | Победа    |
| Каннский кинофестиваль         | 1997 | Лучшая мужская роль                                  | Она прекрасна     | Победа    |
| Венецианский кинофестиваль     | 1998 | Кубок Вольпи за лучшую мужскую роль                  | Переполох         | Победа    |
| Венецианский кинофестиваль     | 2003 | Кубок Вольпи за лучшую мужскую роль                  | 21 грамм          | Победа    |
| Премия Гильдии киноактёров США | 1996 | Лучшая мужская роль                                  | Мертвец идёт      | Номинация |
| Премия Гильдии киноактёров США | 2002 | Лучшая мужская роль                                  | Я — Сэм           | Номинация |
| Премия Гильдии киноактёров США | 2004 | Лучшая мужская роль                                  | Таинственная река | Номинация |
| Премия Гильдии киноактёров США | 2009 | Лучшая мужская роль                                  | Харви Милк        | Победа    |